# Victoria CF
Il  Victoria Club de Fútbol è una società calcistica spagnola con sede nel comune di La Coruña, nella comunità autonoma della Galizia.

## Storia
Fondata nel febbraio del 1943, il Victoria partecipò ai campionati amatoriali (all'epoca denominati Modestos A Coruña) fino al 1993, anno in cui entrò a far parte della Tercera Regional, il livello più basso del sistema calcistico regionale. Il club ottenne la promozione in Segunda Regional nel 1996 dopo aver concluso la stagione al primo posto, e vi rimase fino al 2009, anno in cui conquistò la promozione nella Primeira Autonómica.
Dopo aver ottenuto la prima storica promozione nella Preferente de Galicia nel 2020, il Victoria si qualificò alla Coppa del Rey 2021-2022 battendo lo Juventud Cambados nella finale degli spareggi di qualificazione alla coppa.

## Cronistoria
| Stagione  | Livello | Divisione                 | Posizione | Coppa del Re |
| --------- | ------- | ------------------------- | --------- | ------------ |
| 1993–94   | 8º      | Tercera Regional          | 8º        | –            |
| 1994–95   | 8º      | Tercera Regional          | 3º        | –            |
| 1995–96   | 8º      | Tercera Regional          | 1º        | –            |
| 1996–97   | 7º      | Segunda Regional          | 6º        | –            |
| 1997–98   | 7º      | Segunda Regional          | 5º        | –            |
| 1998–99   | 7º      | Segunda Regional          | 11º       | –            |
| 1999–2000 | 7º      | Segunda Regional          | 9º        | –            |
| 2000–01   | 7º      | Segunda Regional          | 6º        | –            |
| 2001–02   | 7º      | Segunda Regional          | 7º        | –            |
| 2002–03   | 7º      | Segunda Regional          | 2º        | –            |
| 2003–04   | 7º      | Segunda Regional          | 2º        | –            |
| 2004–05   | 7º      | Segunda Regional          | 7º        | –            |
| 2005–06   | 7º      | Segunda Regional          | 2º        | –            |
| 2006–07   | 7º      | Segunda Autonómica        | 2º        | –            |
| 2007–08   | 7º      | Segunda Autonómica        | 4º        | –            |
| 2008–09   | 7º      | Segunda Autonómica        | 2º        | –            |
| 2009–10   | 6º      | Primera Autonómica        | 7º        | –            |
| 2010–11   | 6º      | Primera Autonómica        | 9º        | –            |
| 2011–12   | 6º      | Primera Autonómica        | 15º       | –            |
| 2012–13   | 6º      | Primera Autonómica        | 8º        | –            |
| 2013–14   | 6º      | Primera Autonómica        | 2º        | –            |
| 2014–15   | 6º      | Primera Autonómica        | 3º        | –            |
| 2015–16   | 6º      | Primera Autonómica        | 7º        | –            |
| 2016–17   | 6º      | Primera Galicia           | 5º        | –            |
| 2017–18   | 6º      | Primera Galicia           | 3º        | –            |
| 2018–19   | 6º      | Primera Galicia           | 2º        | –            |
| 2019–20   | 6º      | Primera Galicia           | 1º        | –            |
| 2020–21   | 5º      | Preferente Galicia        | 3º        | –            |
| 2021–22   | 6º      | Preferente Galicia        | 9º        | Primo turno  |
| 2022–23   | 6º      | Preferente Galicia        | 15º       | –            |
| 2023–24   | 6º      | Preferente Galicia        | 16º       | –            |
| 2024–25   | 7º      | Primeira Galicia (FutGal) | –         | –            |

## Giocatori importanti
- Amancio
- Raúl García (settore giovanile)
- Rubén de la Barrera